# Hakowanie świata
Hakowanie świata (ang. The Great Hack) – film dokumentalny z 2019 roku opowiadający o skandalu Facebook-Cambridge Analytica, związanym ze zbieraniem danych użytkowników Facebooka, bez ich wiedzy i zgody, a następnie udostępnienie danych osobowych firmie Cambridge Analytica. Film został wyreżyserowany przez Jehane Noujaim i Karima Amera, twórców filmów dokumentalnych: Control Room, Startup.com i nominowanego wcześniej do Oscara The Square.
W filmie przywoływane są wydarzenia z lat 2015–2019 skoncentrowane na aferze Cambridge Analytica, kampanii prezydenckiej Donalda Trumpa w Stanach Zjednoczonych z 2016 oraz, w mniejszym stopniu, głosowania w sprawie Brexitu. Wspomina się również o innych międzynarodowych kampaniach politycznych. Wspólnym czynnikiem wszystkich tych wydarzeń są działania, nieistniejącej już firmy Cambridge Analytica, reprezentowanej w filmie przez kilku byłych pracowników.
Ujawnienie niewidzialnego świata manipulacji i władzy jest jednym z głównych celów filmu, według Amera i Noujaim.
Na bazie narracji o minionych wydarzeniach autorzy filmu stawiają pytania jak daleko może posunąć się inwigilacja i zbieranie danych osobistych użytkowników internetu i mediów społecznościowych oraz jakie zagrożenia mogą wystąpić w wyborach, w kolejnych latach, w dowolnym kraju na świecie.
Muzykę do filmu skomponował nominowany do nagrody Emmy kompozytor Gil Talmi. Film Hakowanie świata miał swoją premierę na Sundance Film Festival 2019 w kategorii Premierowy film dokumentalny (ang. Documentary Premieres) oraz 24 lipca 2019 udostępniony przez Netflix.

## Geneza powstania scenariusza
SCL Group była prywatną firmą zajmującą się badaniami i komunikacją strategiczną, zainteresowaną badaniem i wpływaniem na zachowania masowe. Posiadając rzekome doświadczenie w operacjach psychologicznych, firma, pod koniec lat 90., pracowała nad operacjami wojskowymi i politycznymi na całym świecie, w tym nad wyborami w krajach rozwijających się na początku XXI wieku. W 2013 SCL Group utworzyła spółkę zależną Cambridge Analytica.

### Skandal
W 2015 Cambridge Analytica, brytyjska firma zajmująca się doradztwem politycznym, rozpoczęła pracę w kampanii Teda Cruza, na rzecz zdobycia przez niego nominacji Republikanów w wyborach prezydenckich w USA w 2016. Niezależne dochodzenia w sprawie eksploracji danych, wraz z relacjami informatorów o wpływie firmy na kampanię na rzecz Brexitu w 2016, doprowadziły do skandalu związanego z wpływem mediów społecznościowych na wybory polityczne.
Skandal Cambridge Analytica polegał na pozyskiwaniu big data. Zebrane dane miały zostać wykorzystane jako część strategii sprzedaży obejmującej tworzenie masowych kampanii, w których do użytkowników dociera się w sposób spersonalizowany. Mogło to zniekształcać dokonywanie wyborów przez wyborców w Stanów Zjednoczonych i Wielkiej Brytanii i prowadziło do oskarżeń o współudział, w procederze, firm zarządzających mediami społecznościowymi, takimi jak Facebook. Nielegalne gromadzenie danych osobowych przez Cambridge Analytica zostało po raz pierwszy zgłoszone w grudniu 2015 przez Harry’ego Daviesa, dziennikarza The Guardian. Doniósł on, że Cambridge Analytica pracowała dla senatora Stanów Zjednoczonych Teda Cruza i wykorzystywała dane zebrane z kont milionów osób na Facebooku bez ich zgody.
Facebook odmówił skomentowania tej historii, poza stwierdzeniem, że prowadzi dochodzenie. Kolejne doniesienia pojawiły się w szwajcarskiej publikacji Das Magazin autorstwa H.Grassegera i M.Krogerusa (2016), Carole Cadwalladr w The Guardian (2017) i M.Schwartza w The Intercept (2017). Brittany Kaiser, była dyrektor ds. rozwoju biznesu w Cambridge Analytica, ujawniła, że wszystko, co zostało opublikowane o udziale Cambridge Analytica w kampanii Brexit i kampanii Teda Cruza, było prawdą. Publiczne doniesienia o skandalicznym postępowaniu Cambridge Analytica spowodowały, że Mark Zuckerberg, założyciel Facebooka, musiał oficjalnie zeznawać przed kilkoma komisjami Kongresu Stanów Zjednoczonych.

## Treść dokumentu

### Występują w filmie

#### Narratorzy
- David Carroll, profesor z Nowego Jorku, w dziedzinie mediów, który próbował poruszać się po systemie prawnym, aby odkryć, jakie dane na jego temat posiadała Cambridge Analytica; złożył formalną skargę przeciwko Cambridge Analytica na podstawie brytyjskiej ustawy o ochronie danych z 1998, aby uzyskać informację o swoich danych i profilu[17][18].
- Carole Cadwalladr, brytyjska dziennikarka śledcza i autorka felietonów dla The Observer.
- Paul Hilder(inne języki), brytyjski pisarz analityk polityczny i działacz społeczny.
- Roger McNamee(inne języki), menedżer funduszu i inwestor venture capital, wczesny inwestor w Facebooka.

#### Byli pracownicy Cambridge Analytica
- Brittany Kaiser(inne języki), była dyrektor ds. rozwoju biznesu w SCL Group, spółce macierzystej Cambridge Analytica oraz różne pozycje w projektach Cambridge Analytica, a także sygnalistka.
- Christopher Wylie(inne języki), były dyrektor ds. badań w Cambridge Analytica i sygnalista.
- Julian Wheatland(inne języki), ostatni dyrektor generalny i były dyrektor operacyjny i finansowy Cambridge Analytica, prezes SCL.

Ponadto w filmie przywoływane są fakty i cytowane wypowiedzi osób z wydarzeń stanowiących kanwę filmu dokumentalnego.
W filmie Hakowanie świata, skandal Cambridge Analytica jest analizowany oczami kilku osób usiłujących ustalić przyczyny i skutki skandalu. Doświadczenia profesora Davida Carrolla z Parsons i The New School, Brittany Kaiser, byłej dyrektor ds. rozwoju biznesu w Cambridge Analytica oraz ustalenia dziennikarki Carole Cadwalladr tworzą obraz pracy Cambridge Analytica i wpływów na społeczeństwo i politykę tej firmy w różnych krajach, w tym w brytyjskiej kampanii Brexit i wyborach w Stanach Zjednoczonych w 2016.

### Streszczenie
Akcja filmu toczy się równolegle w dwóch okresach czasowych: okres działania Cambridge Analytica oraz wypowiedzi i komentarze sporządzone w trakcie realizacji filmu.
Profesor David Carroll zwraca uwagę na ujawniony przez dyrektora generalnego Cambridge Analytica Alexandra Nixa, w Channel 4, fakt, że firma posiada 5000 rekordów danych na temat każdego amerykańskiego wyborcy. Carroll podjął prawną próbę odzyskania swoich danych z pomocą prawnika Raviego Naika, eksperta w dziedzinie prywatności danych w Wielkiej Brytanii. Nie otrzymał w tej sprawie odpowiedzi. 4 lipca 2017 Carroll złożył skargę do Biura Komisarza ds. Informacji (ICO) w Wielkiej Brytanii. Decyzją ICO nałożono kary na SCL i Facebook.
Julian Wheatland wypowiada się w obronie działań Cambridge Analytica.

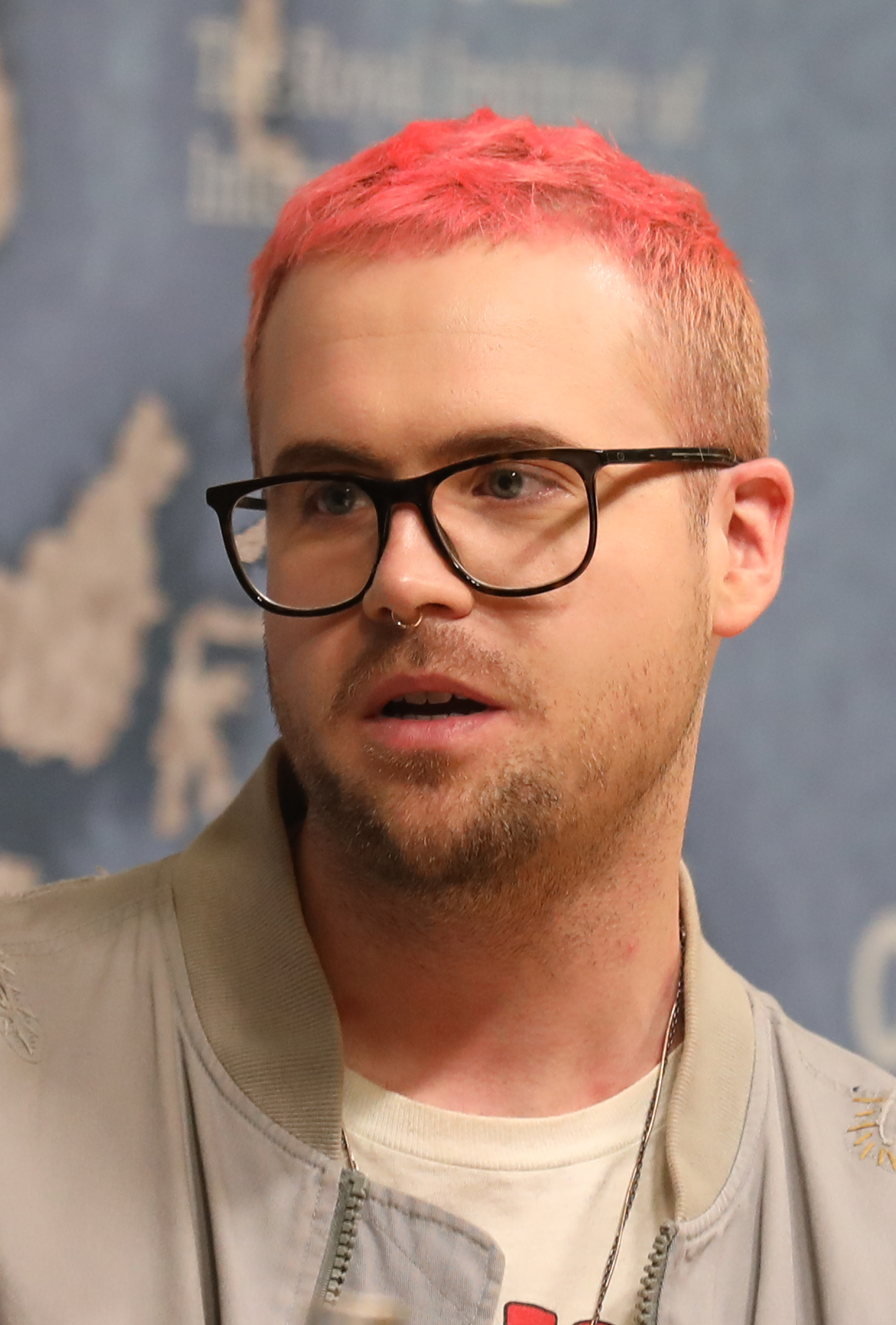
Christopher Wylie (2018)

Równolegle do działań Carrolla, toczą się prace dziennikarki śledczej Carole Cadwalladr nad wpływami Cambridge Analytica na kampanie wyborcze w różnych krajach.
Jej prace prowadzą do sygnalisty (ang. whistle-blower) Christophera Wylie, który wyjaśnia w jaki sposób mikrotargetowanie, w połączeniu z masowym gromadzeniem danych, zostało wykorzystane do wpływania na procedury wyborcze z możliwością zniekształcenia rezultatu wyborów. Wywiady Cadwalladr z Wylie w The Observer ujawniają, w jaki sposób taktyka profilowania psychograficznego została przeprowadzona z wykorzystaniem danych użytkowników z Facebooka, uzyskanych z pomocą profesora Uniwersytetu Cambridge, Aleksandra Kogana. Zarzuty te upubliczniają skandal Cambridge Analytica. Wylie zostaje wezwany i składa zeznania w brytyjskim parlamencie.
Zeznania Wylie’go zostały spisane w książce jego autorstwa Mindf*ck i po jej opublikowaniu w 2019 stały się istotną częścią skandalu Cambridge Analytica. W trakcie składania zeznań Wylie wskazuje byłą dyrektor Cambridge Analytica, Brittany Kaiser jako osobę, która uczestniczyła w pracach Cambridge Analytica i posiada znaczną wiedzę o poczynaniach tej firmy w kampaniach politycznych.
W trakcie batalii prawnej Carrolla, SCL ogłosiła upadłość. Praca Cambridge Analytica została uznana za naruszającą brytyjskie przepisy dotyczące prywatności. ICO wydało oświadczenie, w którym stwierdziło: „Gdyby SCLE nadal istniało w swojej pierwotnej formie, naszym zamiarem byłoby nałożenie na firmę znacznej grzywny za poważne naruszenia zasady pierwszej DPA1998, tj. nieuczciwe przetwarzanie danych osobowych w celach politycznych, w tym w celach związanych z kampaniami prezydenckimi w USA w 2016”.

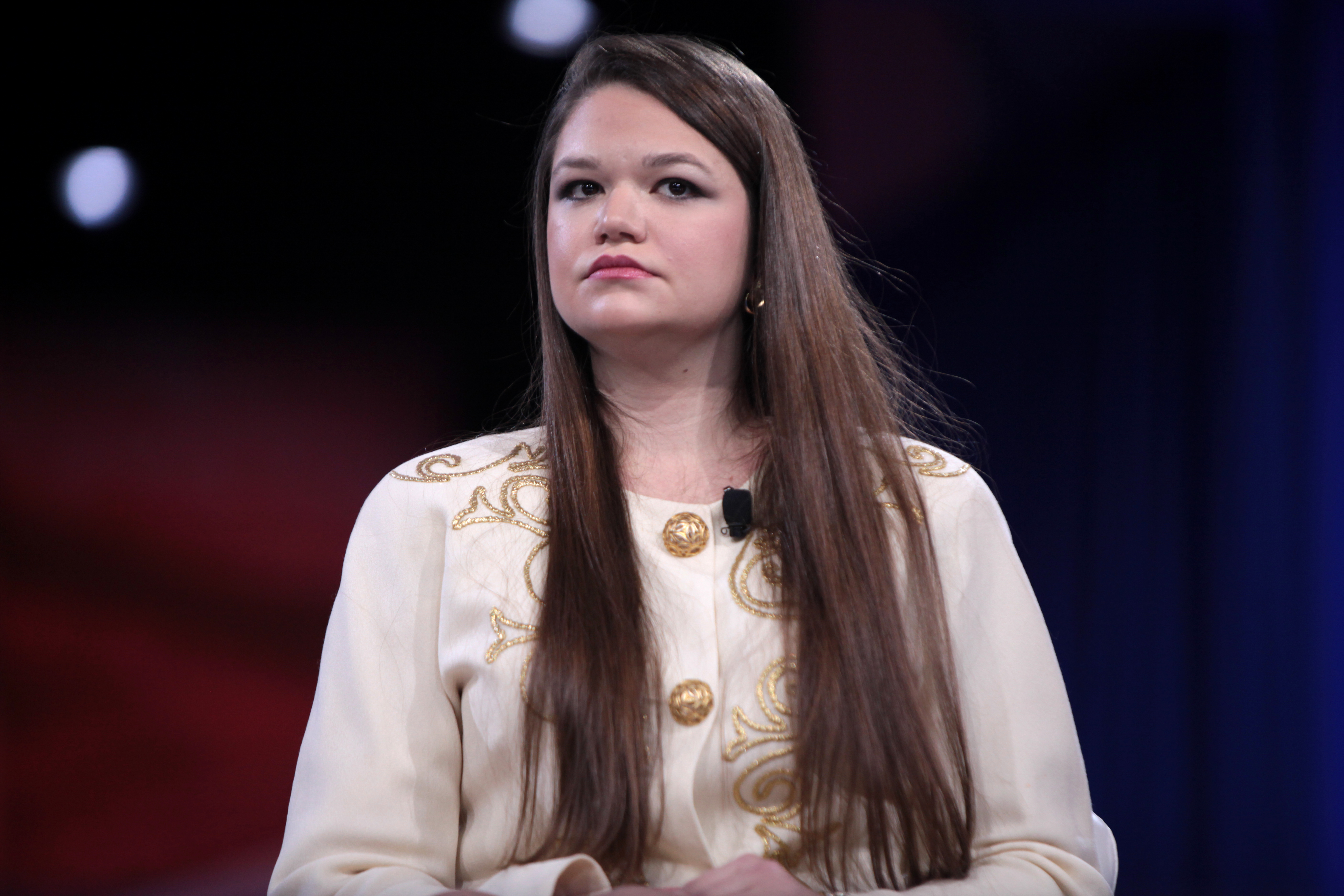
Brittany Kaiser (2016)

Twórcy filmu śledzą Brittany Kaiser w Tajlandii, gdzie rozważa ona zostanie sygnalistką i upublicznienie informacji o Cambridge Analytica lub unikanie zapytań i pytań prasy. Kaiser postanawia wrócić do Waszyngtonu, aby się przyznać do udziału w niechlubnej procedurze wykorzystywania danych osobistych. Z pomocą konkretnych dokumentów ze swoich osobistych archiwów Cambridge Analytica, Kaiser wyjaśnia skuteczne mikrotargetowanie, przez Cambridge Analytica, niczego niepodejrzewających osób, szczególnie tych, które nazywa „persuadables” w wyborach w Stanach Zjednoczonych w 2016.
Kaiser komentuje zeznania Alexandra Nixa przed Komisją ds. mediów w brytyjskim parlamencie, jako kłamliwe. W rozważaniach Kaiser i pomocy w rozstrzygnięciu jej rozterek uczestniczy Paul Hilder, w Tajlandii i w USA.
Przytoczone w filmie kilkuminutowe wystąpienie Cadwalladr na konferencji TED 2019 jest konstatacją rozważań, dotyczących afery Cambridge Analytica, które zdarzyły się w trakcie wyborów politycznych oraz postawienie pytań jakie skutki społeczne oraz dla indywidualnych ludzi przyniesie, w przyszłości, zbieranie i wykorzystywanie danych osobistych przez nowoczesne technologie.

## Odbiór
Film Hakowanie świata uzyskał ocenę 85% w serwisie Rotten Tomatoes na podstawie 54 recenzji ze średnią oceną 7,1/10. Konsensus agregatora recenzji brzmi następująco: „Hakowanie świata oferuje niepokojące spojrzenie na sposób, w jaki dane są wykorzystywane do celów politycznych – i co to może oznaczać dla przyszłych wyborów.”. Peter Bradshaw, krytyk filmowy z The Guardian powiedział, że film dotyczy „największego skandalu naszych czasów: gigantycznego znaku zapytania nad legalnością głosowania w sprawie Brexitu” i przyznał mu pięć gwiazdek. Kopotsha, redaktor Refinery29, w swojej recenzji filmu napisał: „The Great Hack [Hakowanie świata] pokazuje, jak głęboko może sięgać – i sięga – podejrzana inwigilacja” oraz określił film „przerażającym ostrzeżeniem” i „najważniejszym dokumentem roku”.

## Nagrody i wyróżnienia
- nominacja do nagrody za Najlepszy Film Dokumentalny przez British Academy of Film and Television Arts BAFTA 2020[34].
- nominacja do nagrody Emmy w kategorii Najlepszy Film Dokumentalny lub Film Niefikcjonalny przez Academy of Television Arts & Sciences[35].
- nominacja do nagrody za Najlepszy Scenariusz przez International Documentary Association (IDA)[36].
- znalazł się na krótkiej liście do Oscara w kategorii Najlepszy Pełnometrażowy Film Dokumentalny[37].
- otrzymał nagrodę za Wybitne Osiągnięcia w Projektowaniu Graficznym lub Animacji od Cinema Eye Honors[38].